# Нонакарбонилосмий
Нонакарбонилосмий — неорганическое соединение, 
карбонильный комплекс осмия с формулой Os2(CO)9,
жёлтые кристаллы.

## Получение
- Действие монооксида углерода на иодид осмия(III) в присутствии меди:

{\displaystyle {\mathsf {2OsI_{3}+9CO+6Cu\ {\xrightarrow {}}\ Os_{2}(CO)_{9}+6CuI}}}

## Физические свойства
Нонакарбонилосмий образует жёлтые кристаллы.